# Algarra
Algarra es un municipio español perteneciente a la provincia de Cuenca, en la comunidad autónoma de Castilla-La Mancha. Ubicado en la comarca de la Serranía Baja, tiene una población de 25 habitantes (INE 2024). 

## Geografía
Algarra se encuentra a menos de dos kilómetros de Casas de Garcimolina y a unos seis de Santo Domingo de Moya y El Cubillo. Está a 98 kilómetros de la capital, Cuenca. La latitud es de 40° N. y la longitud de 1° 26' O. La altitud es de unos 1289 m sobre el nivel del mar. Presenta un clima de alta montaña, con lo que se puede decir que hace frío durante todo el año, con nevadas abundantes desde mediado el otoño hasta bien entrada la primavera.

## Historia
A mediados del siglo XIX, el lugar tenía contabilizada una población de 147 habitantes. Aparece descrito en el primer volumen del Diccionario geográfico-estadístico-histórico de España y sus posesiones de Ultramar de Pascual Madoz de la siguiente manera:

ALGARRA: l. con ayunt. de la prov., dióc. y adm. de rent. de Cuenca (11 leg.); part. jud. de Cañete (3 1/2), aud. terr. de Albacete (2), c. g. de Castilla la Nueva (Madrid 32 leg.): sit. en el confin oriental de la prov., lindando con la de Valencia, sobre una elevada colina, con restos de fort. ant.: tiene 30 casas; una pequeña de ayunt; igl. parr. aneja de la de Alcalá de la Vega, servida por un teniente; varios montes del comun, y abundantes aguas con que se riega la vega que hay al pie del cerro: su térm. confina al E. con Garcimolina; S. con el de Moya y Fuentelespino; O. con el de este pueblo y el del Cubillo, y N. con Salvacañete: tiene en cultivo 1,200 fan. de tierra que prod.: trigo, cebada, muchas patatas, y abundantes hortalizas en la vega, atravesada de O. á E. por el r. Algarra; tambien se crian ganados: los caminos son solo de pueblo á pueblo: pobl. 37 vec., 147 hab. dedicados á la agricultura: cap. prod.: 493,480 rs.: imp.: 24,674 rs., importe de los consumos 1,182 rs. 16 mrs.: contr.: 2,600 rs.: el presupuesto municipal asciende á 1,600 rs.; y se cubre con la mitad de los prod. de un molino harinero, comun con el pueblo de Garcimolina, y con los de un horno de pan cocer.
(Madoz, 1845, p. 553)

## Demografía
Algarra cuenta con una población de 25 habitantes (INE 2024).
| Gráfica de evolución demográfica de Algarra entre 1842 y 2021                                                       |
| |
| Población de derecho según los censos de población del INE Población de hecho según los censos de población del INE |

## Administración
| Periodo   | Nombre                    | Partido |
| --------- | ------------------------- | ------- |
| 2003-2007 | Antonio Huerta Marín      | PP      |
| 2007-2011 | Antonio Huerta Marín      | PP      |
| 2011-2015 | Antonio Huerta Marín      | PP      |
| 2015-2019 | José Manuel Huerta García | PP      |
| 2019-2023 | José Manuel Huerta García | PP      |

## Monumentos de interés
- Iglesia parroquial de la Asunción. Edificio muy modificado con muros de mampostería y cubierta a dos aguas, orientado de este a este, con la entrada en el muro meridional, descentrada hacia los pies. Posee un atrio exterior y altos peldaños de piedra en la escalera de acceso, con arco de medio punto adovelado en la entrada, cubierta por somero tejadillo. En la cornisa de la vertiente meridional destaca un alero con perfil de listel y canecillos, unos de caveto y otros como modillones de gola. Posee una espadaña de dos ojos para las campanas a los pies, lado de la epístola. En el interior destaca la estructura de la cobertura en madera, tipo par-hilera con tabicas. En una hornacina del lado derecho del presbiterio (epístola) se venera la imagen de la Virgen de Santerón. Durante la Revolución Española de 1936 sufrió la quema de todos sus objetos, alhajas e imágenes, así como la destrucción de los altares.[3]
- Castillo de Algarra. De probable origen musulmán, se halla en la parte más elevada de la población, del que apenas quedan unos muros desmochados.